# Hermann Achenbach (Schriftsteller)
Hermann Friedrich Jacob Achenbach (* 12. November oder 21. November 1793 in Kettwig; † 9. Februar 1849 in Düsseldorf) war ein deutscher Kaufmann und Schriftsteller. Er war der Vater der Maler Andreas und Oswald Achenbach und Großvater des Opernsängers Max Alvary.

## Leben und Tätigkeit
Hermann Achenbach, Spross einer Elberfelder, davor aus dem Siegener Raum stammenden Kaufmanns- und Pastorenfamilie, war ein Kaufmann. Sein Vater war Johann Wilhelm Engelbert Achenbach, seine Mutter Anna Caecilia Margaretha Voerster, eine Schwester von Johann Hermann Voerster. Sein Großvater war Johannes Achenbach.
Am 21. November 1814 heiratete er Christine Rosine Catherine Marie Antoinette Zilch (1797–1868), die Tochter des Kasseler Tabakfabrikanten Andreas Zilch, in dessen Firma er zunächst mitarbeitete und dann Teilhaber wurde. Nach dem Tod des Schwiegervaters, zog Achenbach 1816 nach Mannheim, wo er als Direktor eine Zuckerfabrik leitete, ehe er mit seiner Familie 1818 nach Sankt Petersburg umsiedelte, um eine eigene Fabrik aufzubauen. Als dies unter Verlust des Vermögens seiner Gattin fehlgeschlagen war, zog die Familie 1823 in die Rheinprovinz, zunächst nach Elberfeld, bald nach Düsseldorf. Dort betrieb Achenbach eine Schnell-Essigfabrikation und eine Bierbrauerei mit Wirtschaft in Pempelfort, in der Nähe von Schloss Jägerhof, genannt „Schwarzer Wallfisch“. Das Lokal in der Jägerhofstraße verfügte über Gasträume mit Kegelbahn und Gartenanlagen, die unter anderem von dem Musikdirektor Norbert Burgmüller und dem Akademie-Direktor Peter Cornelius sowie dessen Schülern Eugen Eduard Schäffer, Wilhelm Kaulbach, Ernst Förster und Carl Heinrich Hermann besucht wurden. Später lebte er in München, dann wieder in Düsseldorf, dort zuletzt als Buchhalter. In seiner Freizeit zeichnete er, auch betätigte er sich als Schriftsteller. Insbesondere beschrieb er Reisen, die er in den 1830er Jahren innerhalb Europas und nach Nordamerika unternahm. Das Buch seiner Reise im Sommer 1833 in die Vereinigten Staaten, nach New York und Philadelphia, die er ursprünglich unternommen hatte, um für sich und seine Familie ein neues Leben zu beginnen, schrieb er mit dem Blick eines Emigranten, der Informationen über Preise, Löhne, Lebensbedingungen und andere praktische Hinweise erhalten will.
Achenbach hatte zehn Kinder, fünf Jungen und fünf Mädchen. Seine Söhne Andreas und Oswald wurden berühmte Maler der Düsseldorfer Schule. Sein gleichnamiger, 1817 in Kassel geborener Sohn Hermann, mit dem er gelegentlich verwechselt wird, lebte in St. Louis und handelte mit deutschen und französischen Stoffen, Spielzeug sowie Gemälden seiner Brüder.

## Schriften (Auswahl)
- Tagebuch meiner Reise nach den Nordamerikanischen Freistaaten oder Das neue Kanaan. Zwei Teile (Digitalisat Teil 1, Digitalisat Teil 2), 1835.
- Skizzen aus dem Norden oder Erinnerungen eines Ausruhenden. 1836.
- Die Vier Bücher von der Nachfolge Christi. Neueste, poetische Ausgabe. 1838.
- Gedichte. 1841.
- Des Thomas a Kempis Büchlein von der Nachfolge Christi. In metrisches Versmaaß gebracht. 2., verb. Aufl., 1844.